# Trachyliopus subannulicornis
Trachyliopus subannulicornis är en skalbaggsart som beskrevs av Stefan von Breuning 1971. Trachyliopus subannulicornis ingår i släktet Trachyliopus och familjen långhorningar.
Artens utbredningsområde är Madagaskar. Inga underarter finns listade i Catalogue of Life.